# Chiasmoneura
Chiasmoneura är ett släkte av tvåvingar. Chiasmoneura ingår i familjen platthornsmyggor.
Kladogram enligt Catalogue of Life:
| Chiasmoneura | \| \| Chiasmoneura anthracina \| \| \| \| \| \| Chiasmoneura bipunctata \| \| \| \| \| \| Chiasmoneura bougainvillei \| \| \| \| \| \| Chiasmoneura collessi \| \| \| \| \| \| Chiasmoneura concinna \| \| \| \| \| \| Chiasmoneura cyclophora \| \| \| \| \| \| Chiasmoneura fenestrata \| \| \| \| \| \| Chiasmoneura flavicoxa \| \| \| \| \| \| Chiasmoneura marcellae \| \| \| \| \| \| Chiasmoneura melanesica \| \| \| \| \| \| Chiasmoneura milligani \| \| \| \| \| \| Chiasmoneura pulchella \| \| \| \| \| \| Chiasmoneura stylata \| \| \| \| \| \| Chiasmoneura tripunctata \| \| \| \| \| \| Chiasmoneura tsacasi \| \| \| \| \| \| Chiasmoneura vittata \| \| \| \| |
|              | \| \| Chiasmoneura anthracina \| \| \| \| \| \| Chiasmoneura bipunctata \| \| \| \| \| \| Chiasmoneura bougainvillei \| \| \| \| \| \| Chiasmoneura collessi \| \| \| \| \| \| Chiasmoneura concinna \| \| \| \| \| \| Chiasmoneura cyclophora \| \| \| \| \| \| Chiasmoneura fenestrata \| \| \| \| \| \| Chiasmoneura flavicoxa \| \| \| \| \| \| Chiasmoneura marcellae \| \| \| \| \| \| Chiasmoneura melanesica \| \| \| \| \| \| Chiasmoneura milligani \| \| \| \| \| \| Chiasmoneura pulchella \| \| \| \| \| \| Chiasmoneura stylata \| \| \| \| \| \| Chiasmoneura tripunctata \| \| \| \| \| \| Chiasmoneura tsacasi \| \| \| \| \| \| Chiasmoneura vittata \| \| \| \| |
|              | Chiasmoneura anthracina |
|              | |
|              | Chiasmoneura bipunctata |
|              | |
|              | Chiasmoneura bougainvillei |
|              | |
|              | Chiasmoneura collessi |
|              | |
|              | Chiasmoneura concinna |
|              | |
|              | Chiasmoneura cyclophora |
|              | |
|              | Chiasmoneura fenestrata |
|              | |
|              | Chiasmoneura flavicoxa |
|              | |
|              | Chiasmoneura marcellae |
|              | |
|              | Chiasmoneura melanesica |
|              | |
|              | Chiasmoneura milligani |
|              | |
|              | Chiasmoneura pulchella |
|              | |
|              | Chiasmoneura stylata |
|              | |
|              | Chiasmoneura tripunctata |
|              | |
|              | Chiasmoneura tsacasi |
|              | |
|              | Chiasmoneura vittata |
|              | |